# Neštin
Neštin (ćir.: Нештин, mađ.: Nyest) je naselje u općini Bačka Palanka u Južnobačkom okrugu u Vojvodini.

## Stanovništvo
Prema popisu stanovništva iz 2002. godine u Neštinu živi 900 stanovnika,  od toga 728 punoljetnih stanovnika, a prosječna starost stanovništva iznosi 42,9 godina (41,0 kod muškaraca i 44,7 kod žena). U naselju ima 346 domaćinstava, a prosječan broj članova po domaćinstvu je 2,60.
Prema popisu stanovništva iz 1991. godine u naselju je živjelo 1.002 stanovnika.
| Etnički sastav 2002. |            |        |
| Narod                | Stanovnika | %      |
| Srbi                 | 689        | 76,55% |
| Hrvati               | 86         | 9,55%  |
| Slovaci              | 56         | 6,22%  |
| Jugoslaveni          | 5          | 0,55%  |
| Muslimani            | 2          | 0,22%  |
| Romi                 | 2          | 0,22%  |
| Albanci              | 2          | 0,22%  |
| Makedonci            | 2          | 0,22%  |
| Nijemci              | 1          | 0,11%  |
| Ukrajinci            | 1          | 0,11%  |
| nepoznato            | 22         | 2,44%  |

| broj stanovnika | 1120  | 1163  | 1217  | 1088  | 1043  | 1002  | 900   |
|                 | 1948. | 1953. | 1961. | 1971. | 1981. | 1991. | 2001. |

## Poznate osobe
- Andrija Stojčević, hrv. vojni zapovjednik, podmaršal u habsburškoj vojsci
- vlč. Ivan Burik, mučenik srijemski

## Vanjske poveznice
- Karte, udaljenosti vremenska prognoza  Arhivirana inačica izvorne stranice od 19. siječnja 2009. (Wayback Machine)
- [neaktivna poveznica]